# Березняки (Киев)
Березняки́ (укр. Березняки́) — историческая местность, жилой массив Киева. Расположен на левом берегу Днепра, между проспектом Соборности, железной дорогой и Днепром.

## Описание
Название местности происходит от одноимённого хутора, упомянутого ещё в 1733 году, а название хутора — от березняка, то есть берёзового леса. На этих землях до середины XX века также располагалась Кухмистерская слободка.
Березняки вошли в городскую черту Киева 21 октября 1923 года, а в 1941—1943 годах были до основания разрушены отступающими немецкими и наступающими советскими войсками.
Современная застройка Березняков сформировалась в 1967—1975 годах (авторы проекта — архитекторы Г. Н. Блинова, В. М. Гречина, Л. М. Козлова, С. Б. Шпильту). На Третьем Всесоюзном смотре достижений советской архитектуры, посвящённом 50-летию образования СССР, авторам проекта жилого района Березняки — С. Шпильту, В. Гречине, Г. Блиновой и В. Козловой — был присуждён диплом второй степени.
Территория массива при застройке была намыта на 3—4 метра — до незатапливаемых отметок.
В каждом микрорайоне массива находятся — школа, детские дошкольные учреждения, торгово-бытовые предприятия.
На территории массива находится озеро Тельбин. Тут в 1986 году снимался первый фильм (короткометражный) о группе «Кино»: «Конец каникул», режиссёр Сергей Лысенко.
Недалеко от озера в 1979 году был открыт легкоатлетический манеж.
В 1998—2000 годах на берегу озера был построен Храм в честь Рождества Богородицы и Благовещения, после чего рядом с ним в начале второй половины 2000-х годов был достроен Собор Рождества Христова.
До 2001 года Березняки входили в состав Дарницкого района, после 2001 года — переподчинены Днепровскому району.
На территории Березняков расположены следующие магистрали: проспект Павла Тычины, улицы Березняковская, Ивана Миколайчука, Бучмы, Шумского и Днепровская набережная.

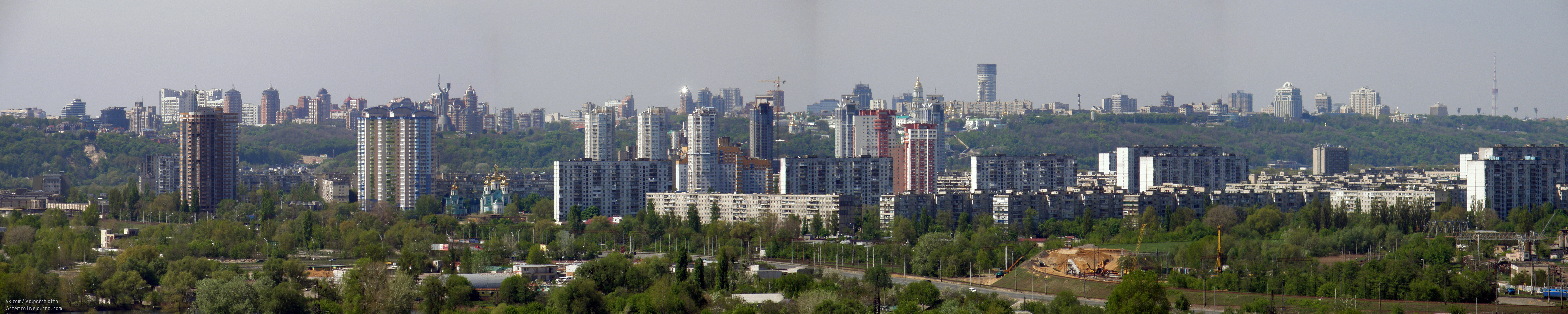
вид на Березняки с востока